# Mayerling
Mayerling  ist ein Ort im Wienerwald in Niederösterreich und Ortschaft sowie Katastralgemeinde der Gemeinde Alland im Bezirk Baden. Mayerling hat 305 Einwohner (Stand 1. Jänner 2025).

## Geographie

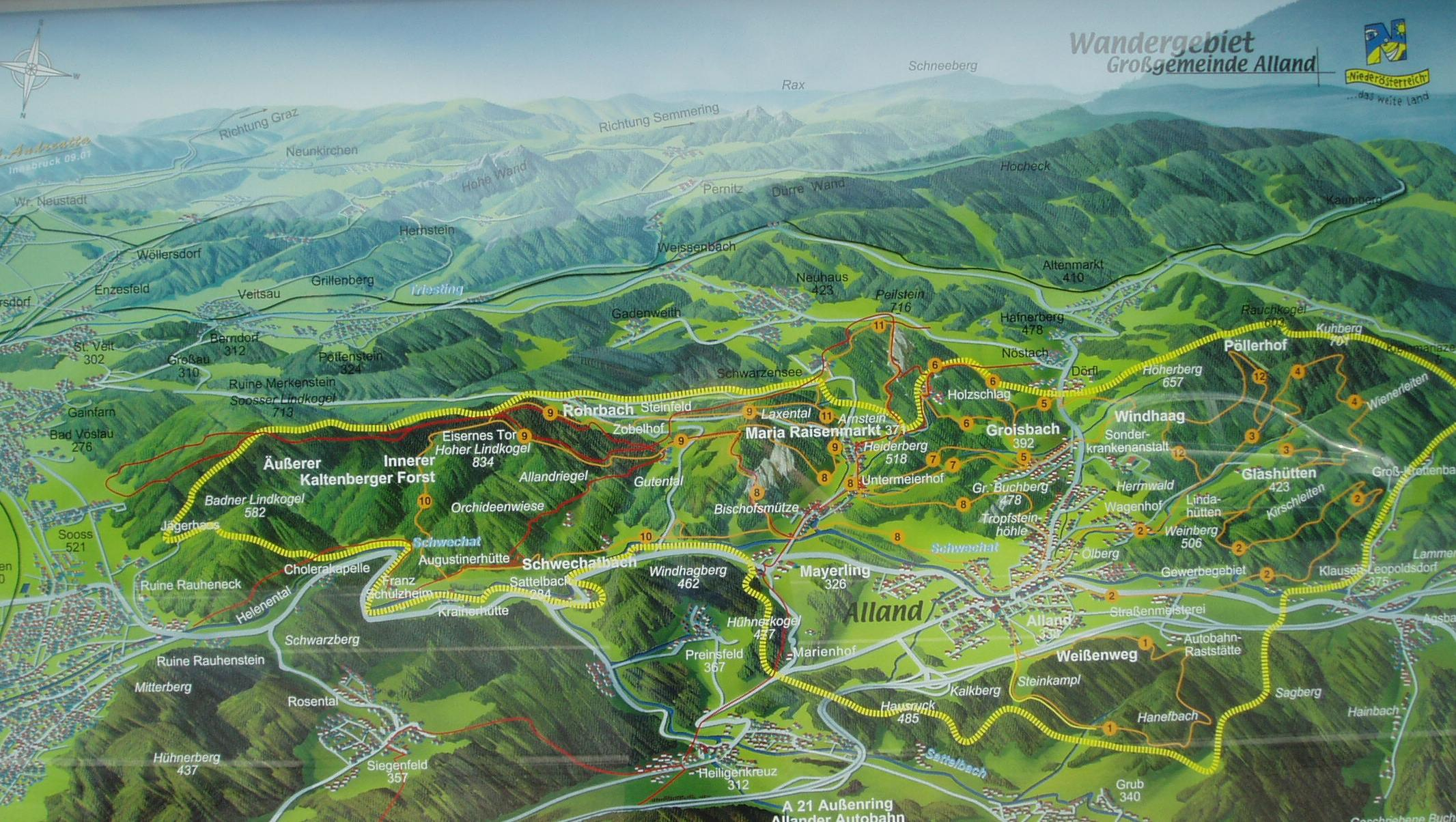
Wanderkarte der Großgemeinde Alland

Die Rotte liegt auf 326 m ü. A. Höhe an der Schwechat, 1½ km südöstlich von Alland und 2½ km südwestlich von Heiligenkreuz. Mayerling liegt etwa 12 km nordwestlich der Stadt Baden an der B 210 Alland – Baden (Badener Straße).
Der Ort Mayerling besteht in erster Linie aus dem Schloss Mayerling, das seit 1889 ein Konvent der Unbeschuhten Karmelitinnen ist, dem ehemaligen Franziskanerinnenkloster Mayerling mit Pflegeheim, einem Gasthof (zum Alten Jagdschloss) und einigen Einzelhäusern.
Die Ortschaft umfasst knapp 50 Gebäude mit etwa 140 Einwohnern. Dazu gehört auch das, im ehemaligen Hotel und Spitzenrestaurant des Heinz Hanner untergebrachte, Sozialprojekt „VinziRast am Land“ des Hans Peter Haselsteiner und die Tallandschaft flussabwärts am Fuß der Bischofsmütze (514 m ü. A.) bis knapp vor Schwechatbach.
Neben der B 210 nach Alland und Baden führt die L 4001 nach Marienhof an die B 11 und die L 4004 nach Süden über Raisenmarkt – Schwarzensee nach Neuhaus an der Triesting wieder zur B 11.
Nachbarortschaften und -katastralgemeinden
| Alland                             | Grub (im Wienerwald)                        | Heiligenkreuz (Gem.) |
| Groisbach                          | Kompassrose, die auf Nachbargemeinden zeigt | Preinsfeld           |
| Maria Raisenmarkt (KG Raisenmarkt) |                                             | Schwechatbach        |

## Geschichte

Mayerling um das Jahr 1872 (links oben, Aufnahmeblatt der Landesaufnahme)

Der Ort wird 1136 als murlingen erwähnt und wurde wohl von Stift Heiligenkreuz aus begründet. Die Familie derer zu Murlingen ist vermutlich schon Ende des 12. Jahrhunderts wieder erloschen. Der Landsitz fiel an das Stift zurück, das über 700 Jahre das Gut führte.
Aus dem 15. Jahrhundert stammte die Kirche zum Hl. Laurentius, die in die heutige Schlossanlage integriert wurde.
Durch eine Tragödie ist der Ort weltbekannt und Ziel vieler kulturinteressierter Touristen geworden: Am 30. Januar 1889 starb im damaligen Jagdschloss Kronprinz Rudolf gemeinsam mit seiner Geliebten Mary Vetsera durch erweiterten Suizid. Nach der „Tragödie von Mayerling“ ließ Kaiser Franz Joseph das Schloss als Karmel St. Joseph zu einem Kloster der Unbeschuhten Karmelitinnen umgestalten.
Nachdem es bisher nur eine kleine Gedenkstätte gegeben hatte, wurde im Oktober 2014 ein Besucherzentrum eingeweiht. Da mit dem Zerfall der Habsburgermonarchie die Stiftung zum Erhalt des Konvents wegfiel, sind die Nonnen seitdem auf die Einnahmen der Gedenkstätte angewiesen.
Neben dem Karmel St. Joseph gab es bis 2007 ein Kloster der Franziskanerinnen der christlichen Liebe. Ihre Gebäude wurden seither zu Wohnungen und einem Pflegeheim umgestaltet.

## Galerie

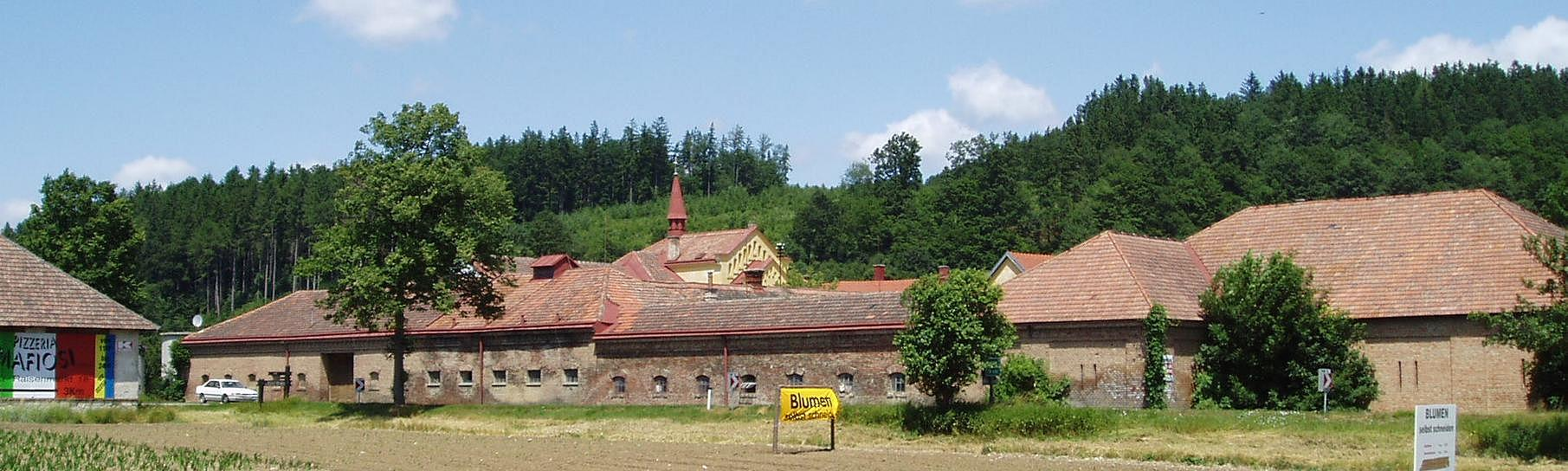
Stallungen und Franziskanerinnenkirche
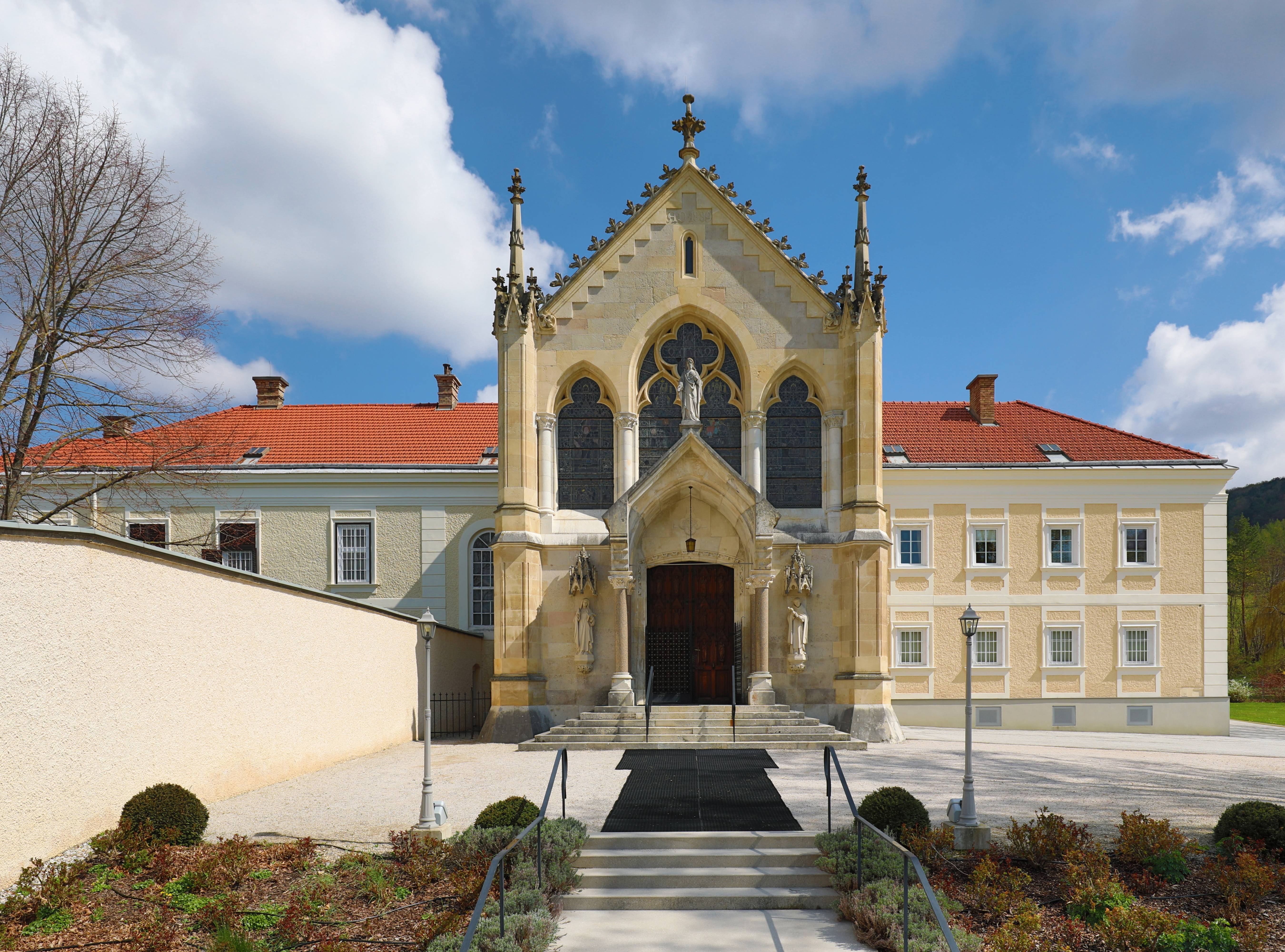
Karmel St. Josef und Klosterkirche
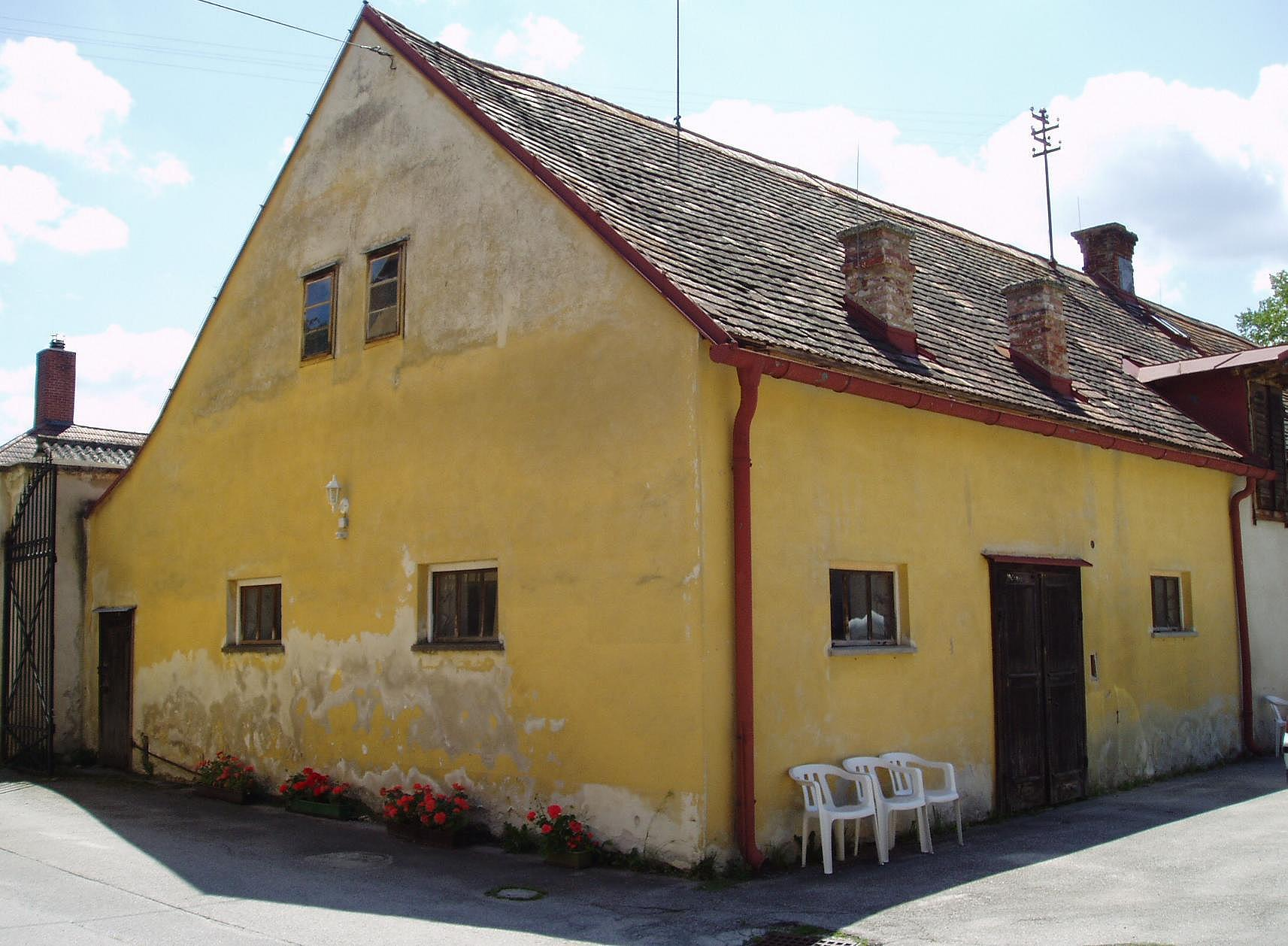
Die historischen Stallungen von Kronprinz Rudolf
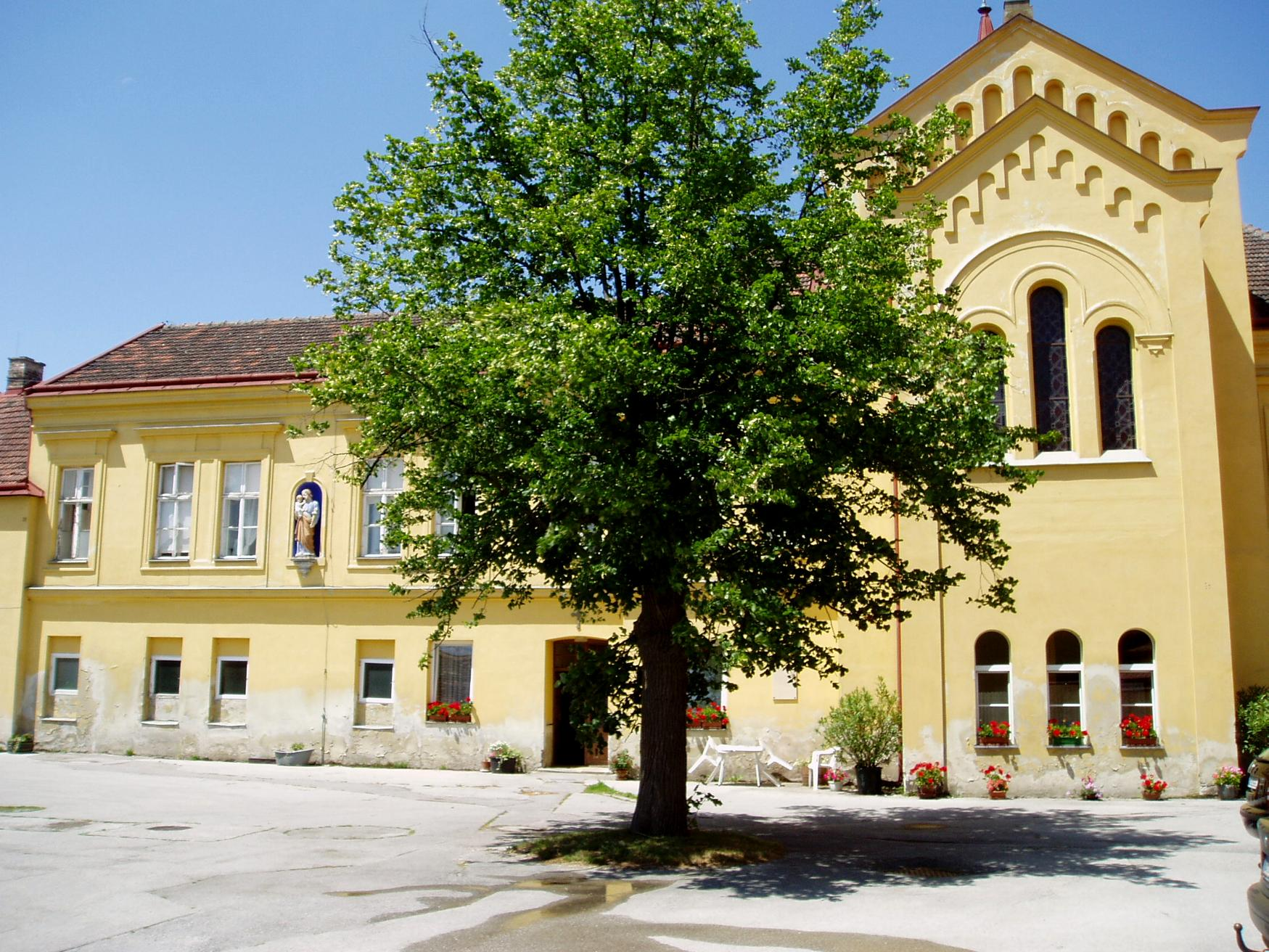
Ehemaliges Franziskanerinnenkloster
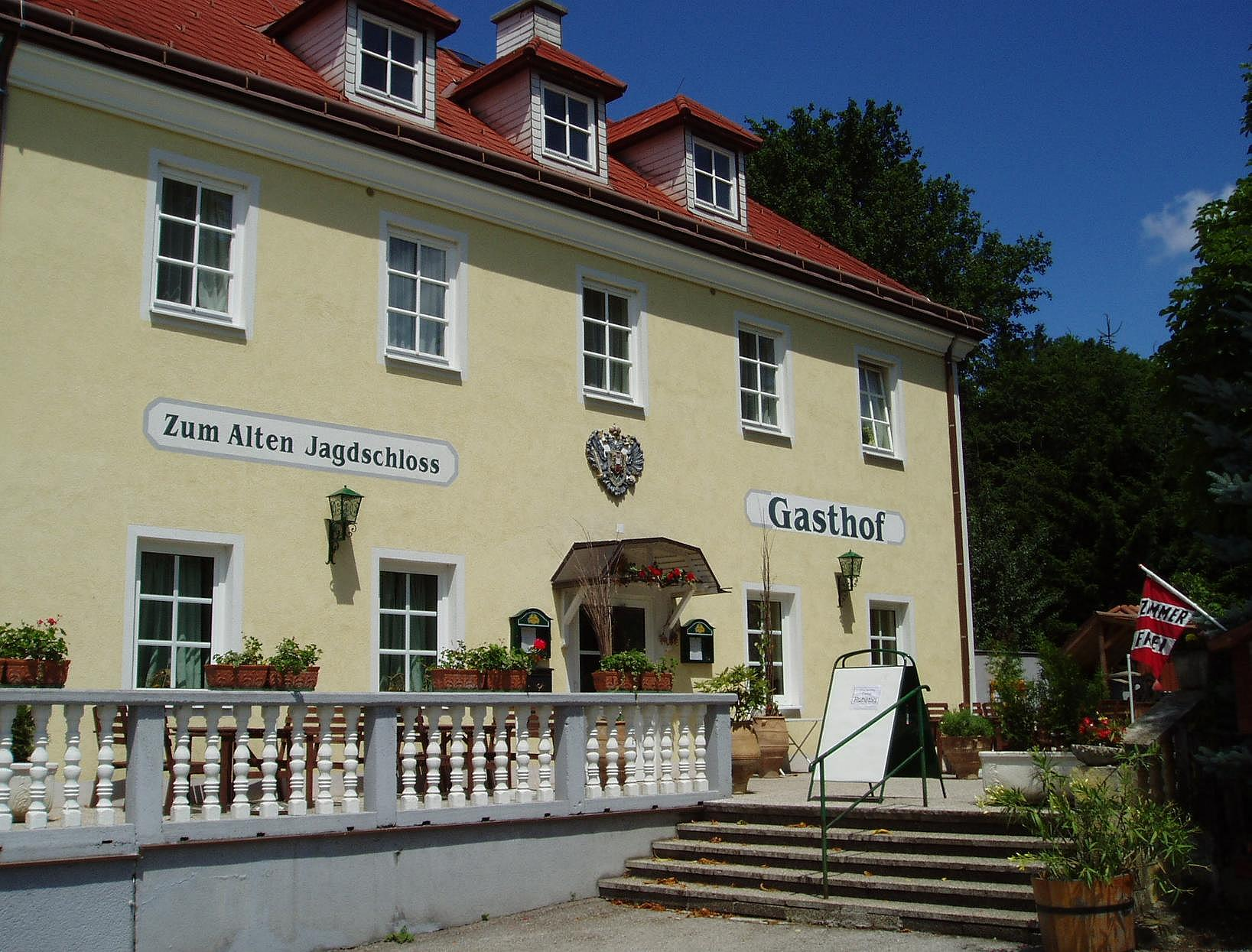
Der Gasthof „Zum Alten Jagdschloss“
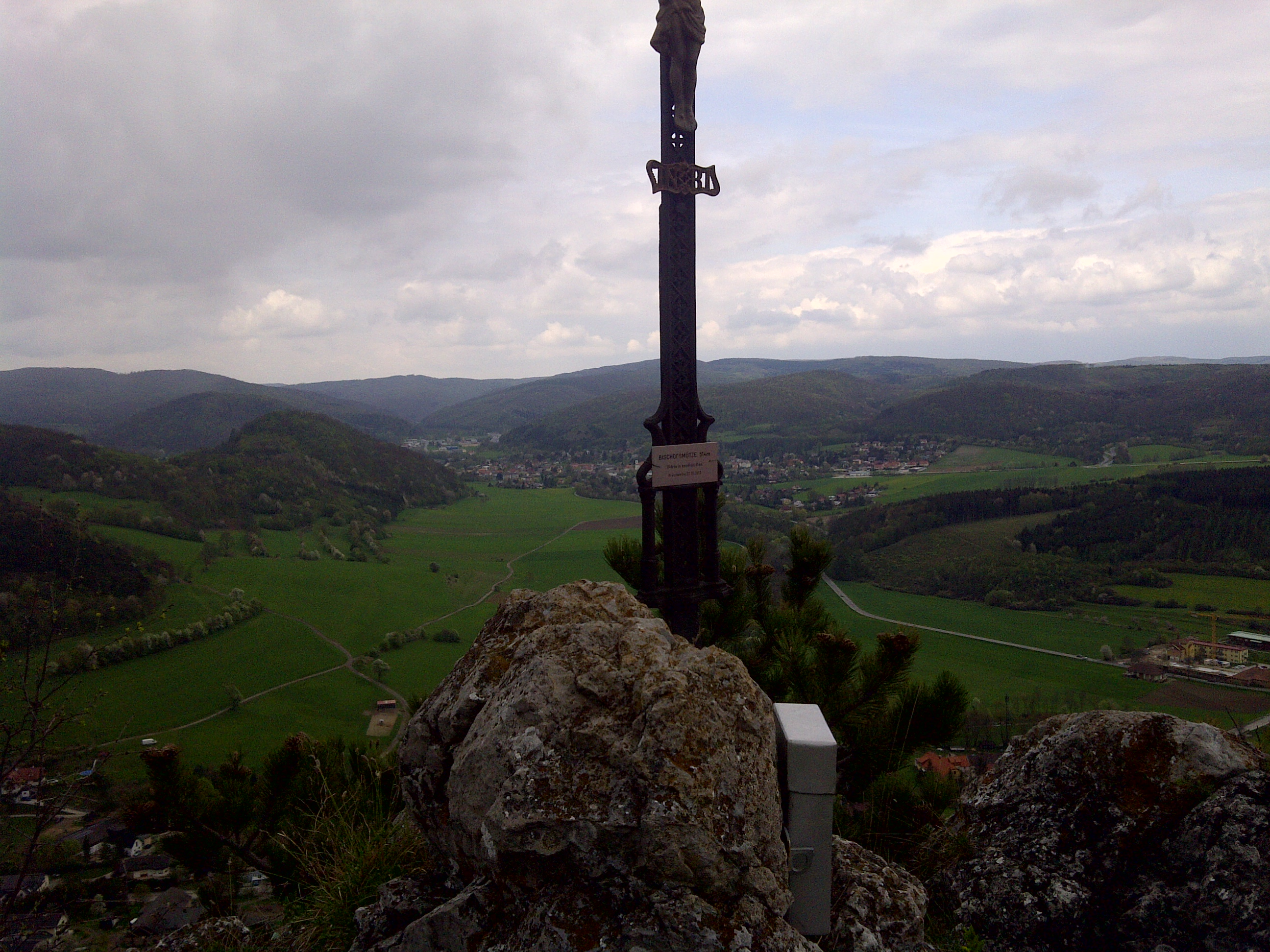
Ausblick von der Bischofsmütze nach Alland